# Birulia sachalinensis
Birulia sachalinensis is een garnalensoort uit de familie van de Hippolytidae. De wetenschappelijke naam van de soort is voor het eerst geldig gepubliceerd in 1903 door Bražnikov.